# Eduardo Hay

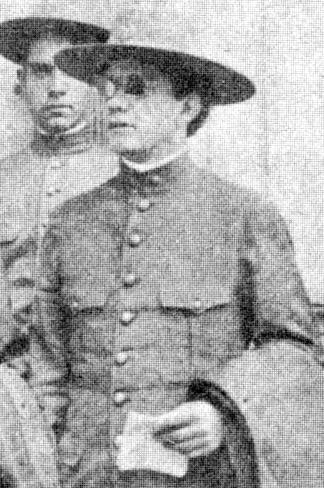
Eduardo Hay im Oktober 1914 bei der Convención de Aguascalientes

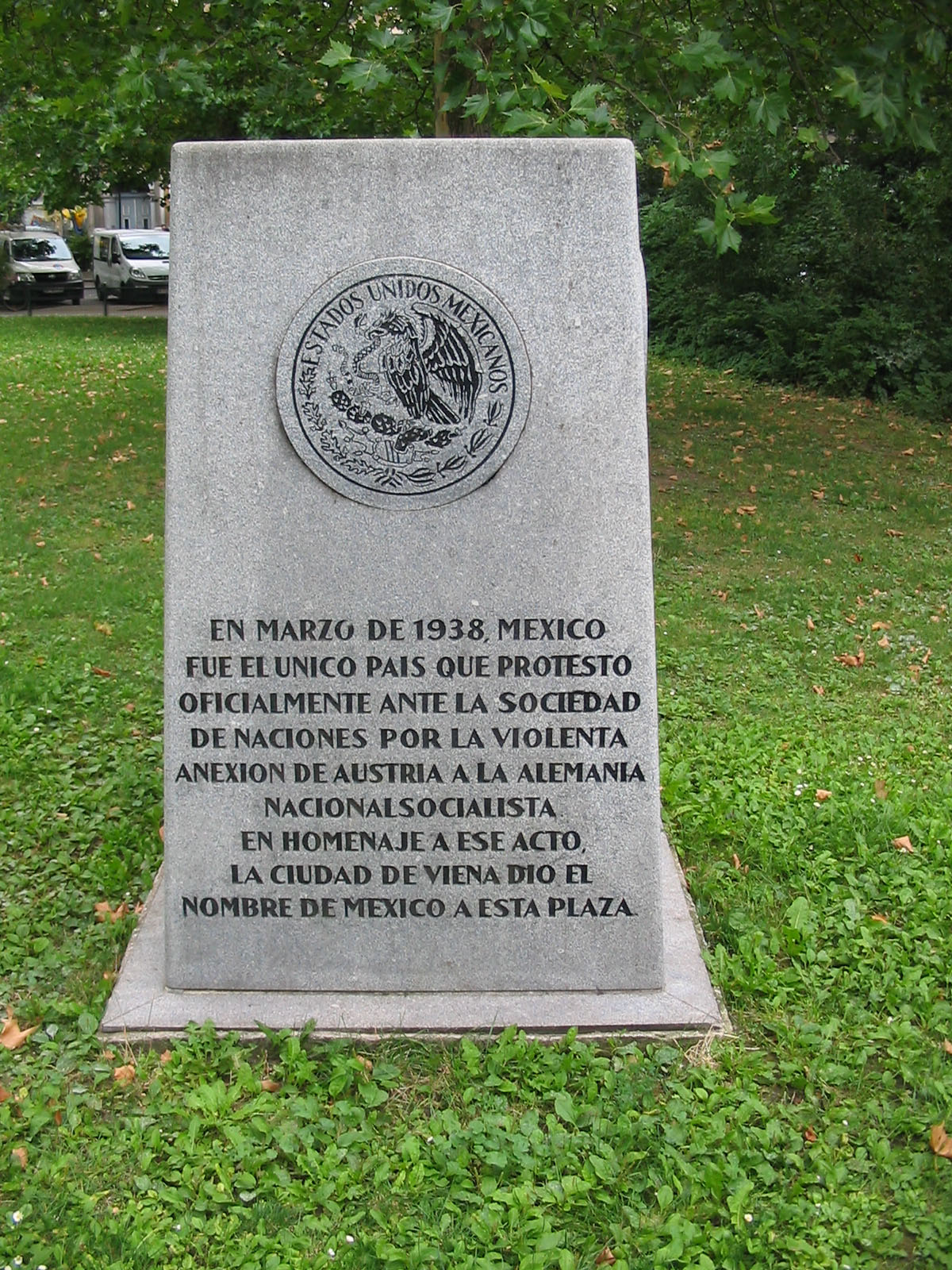
Denkmal am Mexikoplatz in Wien

Eduardo Hay (* 29. Jänner 1877 in Mexiko-Stadt; † 27. Dezember 1941 ebenda) war ein mexikanischer General, Diplomat und Politiker. Er nahm aktiv an der Mexikanischen Revolution teil, wo er bei der Schlacht von Casas Grandes verwundet wurde und ein Auge verlor. Von 1935 bis 1940 war er mexikanischer Außenminister in der linksgerichteten Regierung von Lázaro Cárdenas. Dabei unterstützte er die republikanische Regierung im Spanischen Bürgerkrieg, setzte sich später dafür ein, dass Mexiko Flüchtlinge aus Europa aufnahm und protestierte im März 1938 vor dem Völkerbund gegen den Anschluss Österreichs. Die Protestnote basiert auf einem Entwurf von Isidro Fabela, mexikanischer Delegierter beim Völkerbund in Genf.

## Leben
Hay studierte Technik an der University of Notre Dame in Indiana, USA und graduierte dort im Jahr 1900. Im Jahr 1909 engagierte er sich erstmals politisch und war eines der Gründungsmitglieder des Partido Antirreeleccionista und unterstützte Francisco Madero in seinem Kampf gegen den autoritär regierenden Präsidenten Porfirio Díaz. Im Jahr 1911 wurde er in der Schlacht von Casas Grandes im Norden des Bundesstaates Chihuahua verwundet und verlor dabei ein Auge. Daraufhin war er zwei Monate in Kriegsgefangenschaft, konnte jedoch fliehen und sich mit einem zehntägigen Marsch durch die Wüste bis nach El Paso, Texas, durchschlagen. Im August 1911 war er bei einer Übereinkunft von Madero und Emiliano Zapata kurzfristig als Gouverneur des Bundesstaates Morelos im Gespräch, was jedoch am Widerstand von General Victoriano Huerta und Interimspräsident de la Barra scheiterte. Nach der Ermordung von Francisco Madero schloss sich Hay der Armee der Konstitutionalisten (Ejército Constitucionalista) unter Venustiano Carranza an und wurde 1914 in dessen Regierung Verteidigungsminister (Secretario de Guerra y Marina).
In den folgenden Jahren war Hay vor allem als mexikanischer Diplomat im Ausland tätig und vertrat das Land unter anderem in Italien (1918–1923) und Japan (1924–25). In der Regierung von Plutarco Elías Calles war er im Jahr 1927 kurzzeitig Staatssekretär für Kommunikation und öffentliche Bauten (Subsecretario de Comunicanciones y Obras Públicas). Im Jahr 1935 berief ihn der neugewählte Präsident Lázaro Cardenas als Außenminister in sein Kabinett, ein Amt, das er bis zum Ende dieser Regierung im Jahr 1940 innehatte.
Eduardo Hay starb ein Jahr später am 27. Dezember 1941 in seiner Heimatstadt Mexiko-Stadt. Er hinterließ einen Sohn, Eduardo Hay Sais, der später Arzt und Mitglied des Mexikanischen Olympischen Komitees wurde und an der Organisation der Olympischen Sommerspiele 1968 in Mexiko beteiligt war.

## Mexikanischer Außenminister 1935–1940
Eduardo Hay wurde 1935 von Lázaro Cárdenas als Außenminister (Ministro de Relaciones Exteriores) in dessen Kabinett berufen, ein Amt, das er bis Ende der Legislaturperiode 1940 innehatte. Damit war er neben dem Präsidenten hauptverantwortlich für die Außenpolitik Mexikos in dieser Zeit, die geprägt war durch die Zuspitzung der Konflikte in Europa. Mexiko sympathisierte damals mit linksgerichteten Regierungen, vertrat dabei aber eine strikt an das Völkerrecht und die Bestimmungen des Völkerbundes gerichtete Argumentationslinie. Mexiko verurteilte deshalb 1936 den Aufstand General Francos gegen die Volksfront-Regierung der Zweiten Spanischen Republik und unterstützte diese während des Spanischen Bürgerkrieges diplomatisch. Am 29. März 1937 etwa konnten 807 Personen die sich vor den Truppen Francos in die mexikanische Botschaft in Madrid geflüchtet hatten unter diplomatischen Schutz Spanien verlassen. Im Juni desselben Jahres nahm Mexiko 500 spanische Kriegsweisen auf. Ebenfalls Asyl gewährt wurde Leo Trotzki der am 9. Jänner 1937 aus Norwegen kommend in Mexiko eintraf. Zwischen 1937 und 1938 wurden auch die mexikanischen Eisenbahnen und die Erdölindustrie verstaatlicht, was kurzzeitig zum Abbruch der diplomatischen Beziehungen mit dem Vereinigten Königreich führte, das wegen Interessen britischer Aktionäre dagegen protestierte. Der daraus entstandene staatliche Erdölkonzern PEMEX existiert noch heute.
Nach Ende des Spanischen Bürgerkrieges nahm Mexiko weitere Flüchtlinge auf, deren Zahl sich zu Beginn des Zweiten Weltkrieges noch weiter erhöhte, da auch Juden und Antifaschisten aus Deutschland, Österreich, der Tschechoslowakei und Frankreich, teilweise über die USA um Asyl suchend nach Mexiko kamen. Mexiko-Stadt wurde in dieser Zeit ein Zentrum europäischer Emigranten. Bekannte deutschsprachige Intellektuelle im mexikanischen Exil waren zu dieser Zeit Egon Erwin Kisch, André Simone, Ludwig Renn, Leo Katz, Bruno Frei, Paul Merker und Bodo Uhse. Im März 1938 war Mexiko auch das einzige Land das vor dem Völkerbund offiziellen Protest gegen den Anschluss Österreichs an das Deutsche Reich einlegte. Im Auftrag Eduardo Hays übergab der mexikanische Diplomat Isidro Fabela am 19. März 1938 in Genf eine Protestnote. Lediglich die Sowjetunion protestierte dagegen ebenfalls, jedoch nur gegenüber den späteren Westalliierten, da diese den Völkerbund als wirksames friedenserhaltendes Gremium bereits abgeschrieben hatten. Am 5. April 1938 sprach daraufhin der Gesandte des Deutschen Reiches in Mexiko Heinrich Rüdt von Collenberg bei Hay vor und verlangte unter Androhung einer möglichen ungünstigen Entwicklung der wirtschaftlichen Beziehungen beider Länder die Rücknahme der Protestnote, was aber verweigert wurde.
Zu Beginn des Zweiten Weltkrieges 1939 blieb Mexiko offiziell neutral. Wegen des durch die Verstaatlichung der Erdölindustrie hervorgerufenen Boykotts von Ölimporten seitens der USA und des Vereinigten Königreiches, exportierte Mexiko trotz aller ideologischen Differenzen dennoch bis 1940 Öl nach Deutschland. Erst unter der nächsten Regierung des Präsidenten Manuel Ávila Camacho trat Mexiko im Mai 1942 auf Seiten der Alliierten in den Krieg ein.